# Portell de Comaloforno
El Portell de Comoloforno és una collada que es troba en el terme municipal de la Vall de Boí, a l'Alta Ribagorça; i dins el Parc Nacional d'Aigüestortes i Estany de Sant Maurici.

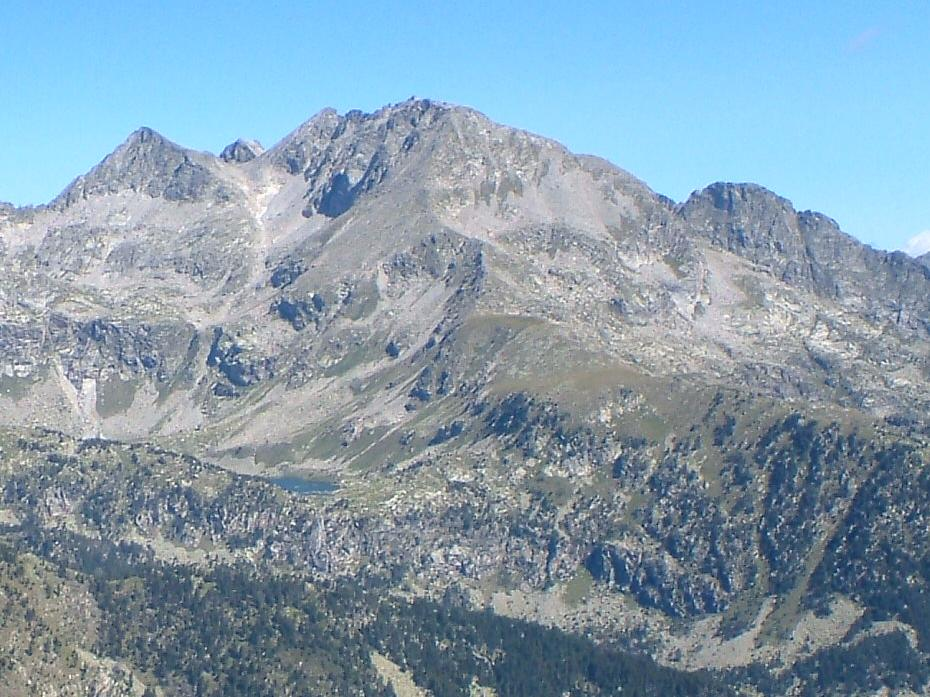
El massís del Besiberri des de l'Aüt (Imatge amb anotacions)

El coll està situat a 2.761,0 metres d'altitud, en la cresta del Massís de Comalestorres, entre el Pic de Comalestorres (SE) i el Comaloforno (ONO), comunica l'occidental Ribera de Caldes amb l'oriental Capçalera de Caldes. A peus del seu vessant occidental es troba l'Estanyet de Comaloforno.

## Rutes[2]
- Per la Capçalera de Caldes: Pantà de Cavallers i Pas de l'Osso.
- Per la Vall de Llubriqueto: Barranc de Llubriqueto, Planell de Llubriqueto, Coma de l'Estapiella, Estany de la Llosa i Estanyet de Comaloforno.